# Holyrood Abbey

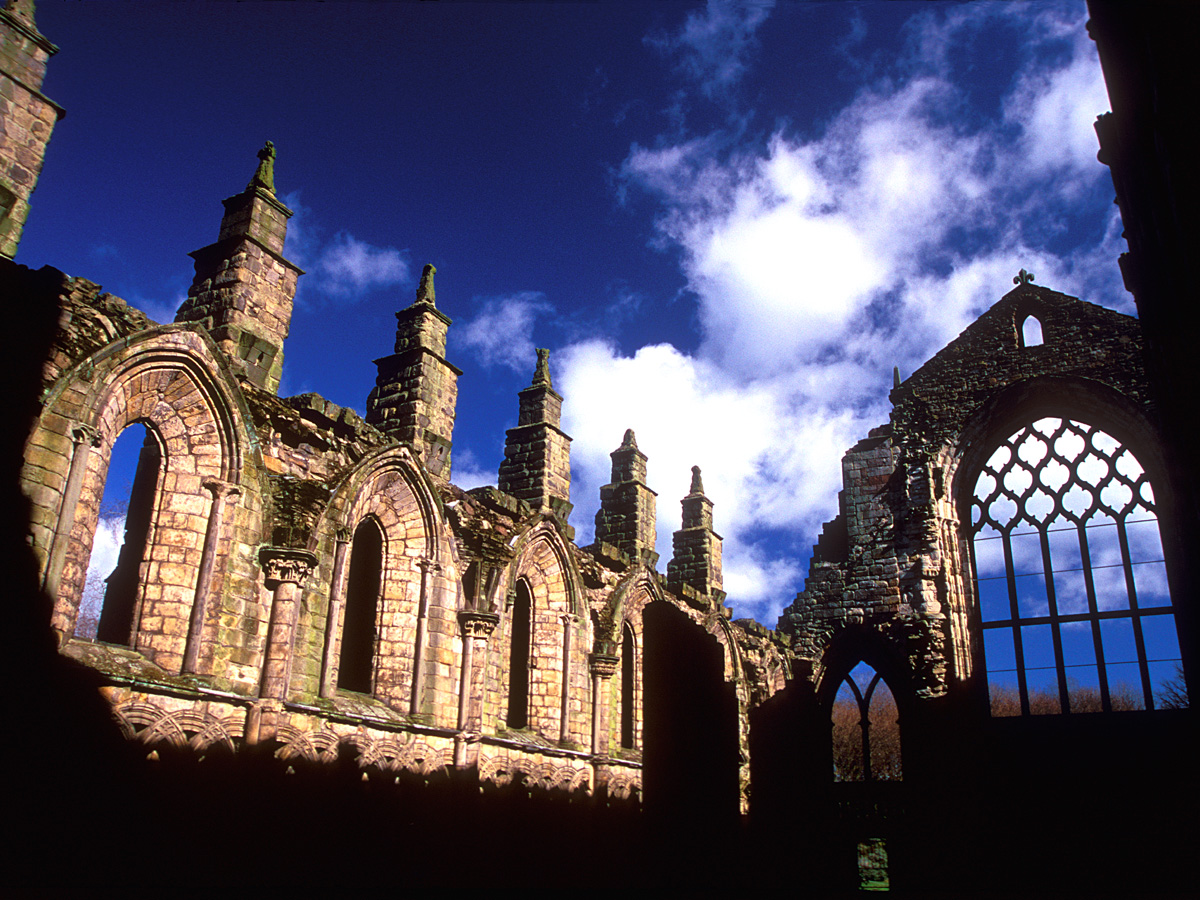
Ruinerna av Holyrood Abbey

Holyrood Abbey är en ruin av ett augustinskt kloster i Edinburgh, Skottland. Klostret byggdes 1128 på order av kung David I av Skottland och på platsen uppfördes senare det kungliga Palace of Holyroodhouse.

## Namnets ursprung
"Rood" är ett gammalt ord för kors och syftar vanligen på det kors som Jesus korsfästes på; namnet betyder sålunda det heliga korset. Namnet uttalas vanligen Holly-rood och mer sällan Holy-rood.

### Legenden om hjorten
1127 var kung David I ute och jagade i skogarna runt Edinburgh och hotades plötsligt av en hjortbock som sänkte hornen mot honom. Han räddades av de två bröderna Johannes och Gregan från Crawford i Upper Strathclyde. Som tack adlade han bröderna och grundade påföljande år Holyrood Abbey. Den grenen av familjen Crawford lade till en hjälmprydnad på sin vapensköld i from av ett hjorthuvud med ett gyllene kors mellan hornen och mottot Tutum Te Robore Reddam ("Vår styrka ger dig trygghet"). När grenen senare på 1700-talet blev ledande inom klan Crawford blev denna hjälmprydnad en symbol för hela klanen.

## Bruk och förfall

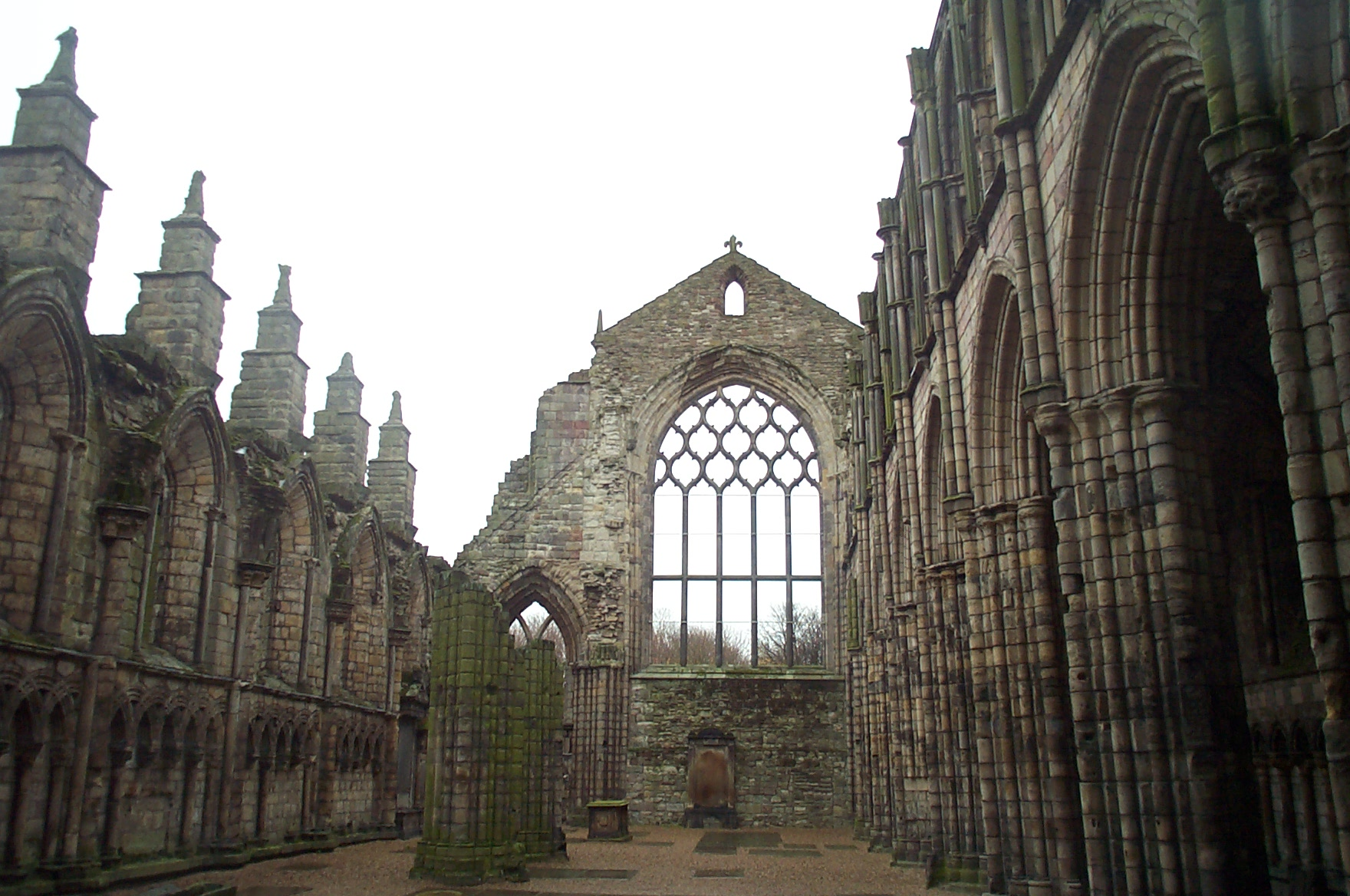
Klosterruinerna

Holyrood Abbey har sedan 1400-talet använts för flera kungliga kröningar och giftermål och har även utsatts för ett antal attacker.
1544, under "The Rough Wooing"  plundrades klostret av Edward Seymour när denne fortfarande var Earl of Hertford, senare som lordprotektor ledde han räder som svårt skadade byggnaderna.
Kung Jakob II av England grundade en jesuitorden i Holyroodhouse och omvandlade 1688 Holyrood Abbey till ett romersk-katolskt kapell och flyttade den protestantiska församlingen till den nybyggda Canongate Kirk. Samma år utbröt den Ärorika revolutionen och Vilhelm av Oranien blev kung och då plundrade Edinburghs befolkning kyrkan och kungagravarna. 1691 ersatte Canongate Kirk Holyrood Abbey som församlingskyrka.
1758 påbörjades en återuppbyggnad som bland annat omfattade taket, men detta tak föll samman i en storm 1768 och Holyrood Abbey har sedan dess varit en ruin.

## Holyrood Abbey Church
Det finns fortfarande en församling inom Church of Scotland som heter Holyrood Abbey, men denna församling använder sig av en senviktoriansk kyrka vid Dalziel Place i Edinburgh en bra bit från den gamla Holyrood Abbey. Kyrkan invigdes i december 1900 under namnet Abbeyhill United Free Church.
Då skotska kyrkan 1843 skakades av inre konflikter och delar av denna bröt sig ur moderkyrkan, så lämnade även en del av församlingen vid Canongate Kirk moderkyrkan och grundade som del av Free Church of Scotland Holyrood Free Church som hade som församlingskyrka en nyuppförd byggnad framför Palace of Holyroodhouse. Då denna församling 1915, som så många andra Free Church of Scotland-församlingar under tidigt 1900, förenade sig med den lokala församlingen för United Presbyterian Church of Scotland under namnet Abbeyhill United Free Church så blev kyrkobyggnaderna vid Dalziel Place den sammanslagna församlingens kyrka. 1929 återförenades de med Church of Scotland och församlingen antog namnet Holyrood Abbey Church. Byggnaden genomgick en omfattande renovering 2006-2007. Församlingspräst är idag Philip Hair BD.